# Vlasta Loukotková
Vlasta Loukotková, také Vlasta Hurtová-Loukotková (22. února 1893 Praha – 18. dubna 1973 České Budějovice), byla česká operní i koncertní pěvkyně a učitelka zpěvu. 

## Životopis
Narodila se v rodině člena operního sboru Národního divadla v Praze Viléma Loukotky. Na scéně Národního divadla se objevovala již v dětských epizodních rolích. Zpívat se učila u Ludmily Procházkové-Neumannové, na hodiny mimiky docházela k Ludmile Danzerové. 
Od roku 1910 začala vystupovat v epizodních pěveckých rolích v Národním divadle. V hlavní roli poprvé vystoupila 26. ledna 1913 v úloze Markétky v opeře Faust Charlese Gounoda, podruhé v červnu téhož roku. Jako sólistka sopranistka a "mladodramatická pěvkyně" byla angažována od 1. února 1914 do 1. září 1926, kdy byla na vlastní žádost penzionována. V poslední sezóně 1925 – 1926 již nezpívala. 
Po odchodu z Národního divadla v Praze soukromě vyučovala zpěv. Vystupovala také jako koncertní pěvkyně v Praze, v českých městech a v roce 1923 ve Vídni.

## Rodina
Roku 1914 se provdala za herce a režiséra Národního divadla Jaroslava Hurta, v roce 1915 se jim narodil syn Jaroslav.

## Divadelní role (výběr)
- 1911 Antonín Dvořák, Jakobín, role Julie, ND v Praze
- 1913 Charles Gounod, Faust, titulní role Markétky[3]
- 1913 Wolfgang Amadeus Mozart, Kouzelná flétna, role Ole Pamina, její dcera[4]
- 1913/1914 Gustave Charpentier, Julien, role Dcera snů (Víla a siréna)
- 1913/1914 Gustave Charpentier, Louise, role Elsa
- 1913/1914 Richard Wagner, Parsifal, role Kouzelná děva Klingsorova
- 1914/1915 Carl Maria von Weber, Čarostřelec, role Agáta
- 1914/1915 Antonín Dvořák, Rusalka, role Lesní žínka
- 1915/1916 Bedřich Smetana, Braniboři v Čechách, role Ludiše
- 1915/1916 Leoš Janáček, Její pastorkyňa, role Barena
- 1916/1917 Karel Kovařovic, Na starém bělidle, role Komtesa Hortensie
- 1916/1917 Zdeněk Fibich, Šárka, role Libina, Mlada
- 1916/1917 Otto Nicolai, Veselé ženy windsorské, role Anna
- 1917/1918 Bedřich Smetana, Čertova stěna, role Hedvika
- 1917/1918 Bedřich Smetana, Dalibor, role Jitka
- 1918/1919 Gustave Charpentier, Louise, role Camilla
- 1918/1919 Charles Gounod, Faust, role Markétka
- 1918/1919 Louise, role Camilla
- 1919/1920 Gaetano Donizetti, Lakmé, role Rose
- 1919/1920 Stanislav Suda, Lešetínský kovář, role Liduška
- 1920/1921 Giacomo Puccini, Bohéma, role Mimi
- 1920/1921 Antonín Dvořák, Dimitrij premiéra, role Ole Ksenie Borisovna
- 1920/1921 Wolfgang Amadeus Mozart, Kouzelná flétna, role Ole Pamina, její dcera
- 1921/1922 Madame Butterfly, role Kate Pinkertonová
- 1922/1923 Leoš Janáček Káťa Kabanová, role Fekluša
- 1923/1924 Bedřich Smetana, Čertova stěna, role Hedvika[3]
- 1924/1925 Jules Massenet, Werther, role Žofie
- 1924/1925 Georges Bizet, Carmen, role Michaela